# Jean-Jaurès (métro de Lille)
Pour les articles homonymes, voir Jaurès.
La station Jean-Jaurès est une station de la ligne 2 du métro de Lille, située à Villeneuve-d'Ascq, dans le quartier du Sart-Babylone. Inaugurée le 18 août 1999, la station permet de desservir le château du Sart et son golf.

## Situation
La station se situe à Villeneuve-d'Ascq, sous la rue Jean-Jaurès. Elle dessert le quartier Sart-Babylone.
Elle est située sur la ligne 2 entre les stations Les Prés - Edgard-Pisani et Wasquehal - Pavé de Lille, respectivement à Villeneuve-d'Ascq et à Wasquehal.

## Histoire
La station est inaugurée le 18 août 1999. Elle doit son nom à la rue Jean-Jaurès, artère principale du quartier.

## Service aux voyageurs

### Accueil et accès

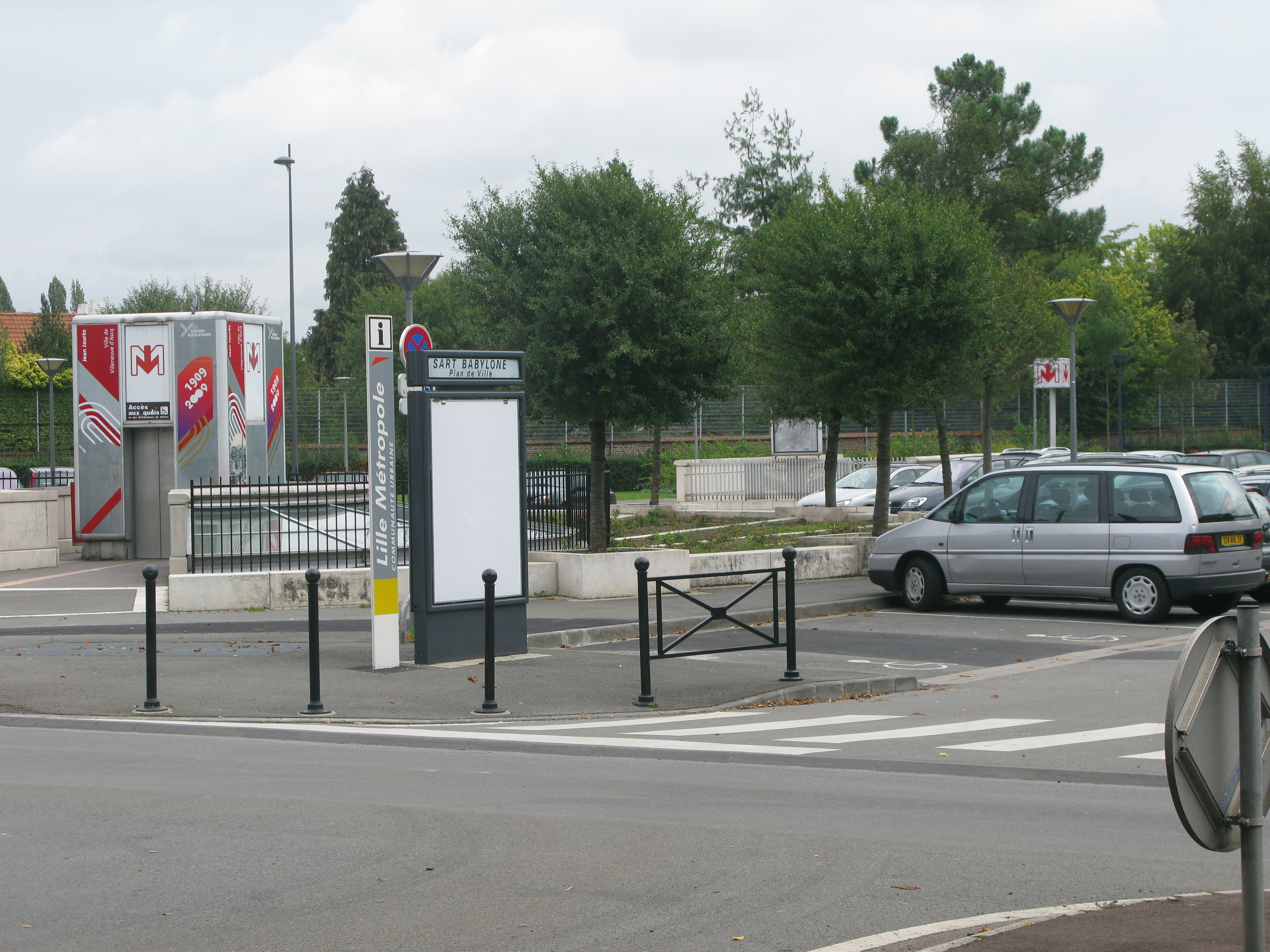
Extérieur de la station, vue depuis la rue Jean-Jaurès.

La station est bâtie sur deux niveaux et comporte un accès puis un ascenseur en surface.
- niveau - 1 : vente et compostage des tickets, choix de la direction du trajet
- niveau - 2 : voies centrales et quais opposés

### Intermodalité
La station est desservie par les lignes 32 et 969 du réseau Ilévia.

## À proximité
- Le château du Sart et le golf
- L'Église du Sacré-Cœur du Sart